# Оператор (биология)
Оператор — последовательность нуклеотидов ДНК, с которой связывается регуляторный белок — репрессор или активатор. Впервые оператор был описан в составе лактозного оперона E. coli как участок, перекрывающийся с промотором и находящийся перед генами в составе оперона.